# Mistrzostwa świata juniorów w saneczkarstwie
Mistrzostwa Świata Juniorów w saneczkarstwie zostały rozegrane po raz pierwszy w 1982 roku w amerykańskim Lake Placid. Przez pierwsze lata mistrzostwa rozgrywano co dwa lata, od 1990 roku są imprezą coroczną.
Początkowo rozgrywana trzy konkurencje: jedynki kobiet, jedynki mężczyzn oraz dwójki mężczyzn. W 1991 roku do programu mistrzostw włączone zostały zawody drużynowe.
Dotychczas w klasyfikacji medalowej zdecydowanie prowadzą Niemcy, którzy zdobyli 60 medali złotych. Na drugim miejscu plasują się Stany Zjednoczone z 19 medalami złotymi, a na trzecim Austria.
Polska ex aequo ze Słowacją znajduje się na dwunastym miejscu, mając na koncie tylko jeden medal, brązowy, wywalczony w 1991 w dwójkach mężczyzn przez Leszka Szarejko i Adriana Przechewkę.

## Jedynki kobiet
| Rok i miejsce    | Zwycięzca            | 2. miejsce              | 3. miejsce         |
| ---------------- | -------------------- | ----------------------- | ------------------ |
| 1982 Lake Placid | Jelena Busłajewa     | Christiane König        | Martina Kühnel     |
| 1984 Bludenz     | Irina Kusakina       | Olimpiada Nikitina      | Olga Tichanowa     |
| 1986 Königssee   | Nadieżda Szmitowa    | Susi Erdmann            | Veronika Oberhuber |
| 1988 Olang       | Gerda Weissensteiner | Dana Riedl              | Swietłana Wargas   |
| 1990 Winterberg  | Monika Greilinger    | Barbara Niedernhuber    | Jean Roos          |
| 1991 Königssee   | Barbara Niedernhuber | Jean Roos               | Helena Dudas       |
| 1992 Sapporo     | Sonja Manzenreiter   | Tanja Painsi            | Bethany Calcaterra |
| 1993 Sigulda     | Sonja Manzenreiter   | Simone Eder             | Sandra Prokoff     |
| 1994 Innsbruck   | Angelika Wiedemann   | Bethany Calcaterra      | Sonja Manzenreiter |
| 1995 Lake Placid | Maryann Baribault    | Claudia Schramm         | Heike Schüler      |
| 1996 Calgary     | Maryann Baribault    | Sonja Wiedemann         | Gabi Bender        |
| 1997 Oberhof     | Bitta Steinmetz      | Maryann Baribault       | Anke Wischnewski   |
| 1998 Sigulda     | Gabi Bender          | Maryann Baribault       | Anke Wischnewski   |
| 1999 Innsbruck   | Margarita Klimienko  | Anna Tielke             | Veronika Halder    |
| 2000 Altenberg   | Julia Schäfer        | Brenna Margol           | Becky Wilczak      |
| 2001 Lillehammer | Nicole Oliveira      | Courtney Zablocki       | Brenna Margol      |
| 2002 Innsbruck   | Nina Reithmayer      | Maria Feichter          | Tatjana Hüfner     |
| 2003 Königssee   | Anja Eberhardt       | Tatjana Hüfner          | Corinna Martini    |
| 2004 Calgary     | Natalie Geisenberger | Nina Reithmayer         | Corinna Martini    |
| 2005 Winterberg  | Madeleine Teuber     | Natalie Geisenberger    | Julia Clukey       |
| 2006 Altenberg   | Natalie Geisenberger | Stefanie Sieger         | Madeleine Teuber   |
| 2007 Cesana      | Natalie Geisenberger | Stefanie Sieger         | Lisa Liebert       |
| 2008 Lake Placid | Kate Hansen          | Lisa Liebert            | Carina Schwab      |
| 2009 Nagano      | Madeleine Teuber     | Carina Schwab           | Lisa Liebert       |
| 2010 Innsbruck   | Carina Schwab        | Sandra Gasparini        | Kate Hansen        |
| 2011 Oberhof     | Dajana Eitberger     | Katrin Rudolph          | Luzie Löscher      |
| 2012 Königssee   | Aileen Frisch        | Nathalie Burkhardt      | Katrin Rudolph     |
| 2013 Park City   | Emily Sweeney        | Caroline von Schleinitz | Nathalie Burkhardt |
| 2014 Innsbruck   | Andrea Vötter        | Sandra Robatscher       | Julia Taubitz      |
| 2015 Lillehammer | Jessica Tiebel       | Wiktorija Diemczenko    | Sandra Robatscher  |
| 2016 Winterberg  | Julia Taubitz        | Tina Müller             | Alisa Dengler      |
| 2017 Sigulda     | Jessica Tiebel       | Tatiana Cwietowa        | Olesia Michajlenko |
| 2018 Altenberg   | Jessica Tiebel       | Tatiana Cwietowa        | Jessica Degenhardt |
| 2019 Innsbruck   | Cheyenne Rosenthal   | Verena Hofer            | Jessica Degenhardt |
| 2020 Oberhof     | Jessica Degenhardt   | Diana Loginowa          | Lisa Schulte       |

## Jedynki mężczyzn
| Rok i miejsce    | Zwycięzca              | 2. miejsce          | 3. miejsce             |
| ---------------- | ---------------------- | ------------------- | ---------------------- |
| 1982 Lake Placid | Hans-Joachim Schurack  | Torsten Görlitzer   | Franz Lechleitner      |
| 1984 Bludenz     | Jens Müller            | Frank Trebess       | Andriej Ustjuchin      |
| 1986 Königssee   | Max Burghartswieser    | Heiko Wietasch      | Arnold Huber           |
| 1988 Olang       | Kurt Brugger           | Wilfried Huber      | Gerhard Plankensteiner |
| 1990 Winterberg  | Gerhard Plankensteiner | Jan Kohoutek        | Norbert Gatz           |
| 1991 Königssee   | Ralf Kutzner           | Norbert Gatz        | Christian Pfnür        |
| 1992 Sapporo     | Robert Pipkins         | Armin Zöggeler      | Sebastian Schiffner    |
| 1993 Sigulda     | Armin Zöggeler         | Rainer Margreiter   | Markus Kleinheinz      |
| 1994 Innsbruck   | Armin Zöggeler         | Larry Dolan         | Rainer Margreiter      |
| 1995 Lake Placid | Markus Kleinheinz      | Larry Dolan         | Tony Benshoof          |
| 1996 Calgary     | Markus Kleinheinz      | Adam Heidt          | Tyler Seitz            |
| 1997 Oberhof     | Robert Fegg            | Henning Kirchner    | Andreas Soppelsa       |
| 1998 Sigulda     | Mārtiņš Rubenis        | Robert Fegg         | Nick Sullivan          |
| 1999 Innsbruck   | Martin Abentung        | Frank Soccal        | Kyle Connelly          |
| 2000 Altenberg   | Martin Abentung        | David Möller        | Kyle Connelly          |
| 2001 Lillehammer | David Möller           | Mike Moffat         | Jan Eichhorn           |
| 2002 Innsbruck   | David Möller           | Patrick Schürer     | Jonathan Myles         |
| 2003 Königssee   | Denis Bertz            | Patrik Dietzsch     | Logan Gastio           |
| 2004 Calgary     | Andi Graitl            | Matt McMurray       | Daniel Pfister         |
| 2005 Winterberg  | Walerij Biespałow      | Manuel Pfister      | Ritvars Steins         |
| 2006 Altenberg   | Felix Loch             | Daniel Pfister      | Peter Fischer          |
| 2007 Cesana      | Felix Loch             | Manuel Pfister      | Wolfgang Kindl         |
| 2008 Lake Placid | Wolfgang Kindl         | Felix Loch          | Robert Huerbin         |
| 2009 Nagano      | Julian von Schleinitz  | Sascha Benecken     | Siemion Pawliczenko    |
| 2010 Innsbruck   | Julian von Schleinitz  | Siemion Pawliczenko | Sascha Benecken        |
| 2011 Oberhof     | Julian von Schleinitz  | Georg Reumschüssel  | Dominik Fischnaller    |
| 2012 Königssee   | Władimir Pitilimow     | Dominik Fischnaller | Georg Reumschüssel     |
| 2013 Park City   | Dominik Fischnaller    | Emanuel Rieder      | David Gleirscher       |
| 2014 Innsbruck   | Toni Gräfe             | Christian Paffe     | Aleksandr Stepiczew    |
| 2015 Lillehammer | Roman Riepiłow         | Tucker West         | Nico Gleirscher        |
| 2016 Winterberg  | Roman Riepiłow         | Kristers Aparjods   | Maximilian Jung        |
| 2017 Sigulda     | Kristers Aparjods      | Nico Gleirscher     | Max Langenhan          |
| 2018 Altenberg   | Max Langenhan          | David Nöβler        | Paul-Lukas Heider      |
| 2019 Innsbruck   | Max Langenhan          | Bastian Schulte     | Lukas Gufler           |
| 2020 Oberhof     | Moritz Bollmann        | Gints Bērziņš       | David Nössler          |

## Dwójki mężczyzn
| Rok i miejsce    | Zwycięzca                         | 2. miejsce                             | 3. miejsce                             |
| ---------------- | --------------------------------- | -------------------------------------- | -------------------------------------- |
| 1982 Lake Placid | Jörg Hoffmann Jochen Pietzsch     | Michael Schäder Frank Trebess          | Siegfried Federer Günther Huber        |
| 1984 Bludenz     | Wasilij Karpow Siergiej Nagowicyn | René Keller Lutz Kühnlenz              | Robert Manzenreiter Markus Schmidt     |
| 1986 Königssee   | Uwe Reindl Max Burghartswieser    | Igor Utkin Andriej Tussow              | Stefan Krauße Jan Behrendt             |
| 1988 Olang       | Marco Ernst Olaf Paschold         | Jason Mully Lance Kirley               | Kurt Brugger Wilfried Huber            |
| 1990 Winterberg  | Frank-Peter Barnekow Sandro Zettl | Albert Diemczenko Aleksiej Zielenski   | Dimitrij Makarczuk Andriej Muchin      |
| 1991 Königssee   | Jens Tauscher René Hohner         | Steffen Skel Steffen Wöller            | Leszek Szarejko Adrian Przechewka      |
| 1992 Sapporo     | František Pekar Martin Duchek     | Markus Schiegl Tobias Schiegl          | Grant Dustin Chris Coughlin            |
| 1993 Sigulda     | Andris Neparts Sandris Bērziņš    | Danił Czaban Andriej Klimientiew       | Klavs Vasks Sandris Levzenieks         |
| 1994 Innsbruck   | Danił Czaban Aleksandr Zubkow     | Markus Fluckinger Hannes Egger         | André Florschütz Falk Rossmann         |
| 1995 Lake Placid | Christian Niccum Matt McClain     | Tony Benshoof Larry Dolan              | Karol Rusnak Jaroslav Slavík           |
| 1996 Calgary     | Christian Niccum Matt McClain     | Markus Kleinheinz Aleksander Reutz     | Nikołaj Bogowicz Wasilij Sutko         |
| 1997 Oberhof     | Christian Niccum Matt McClain     | Maik Sachse Nico Zink                  | Christian Oberstolz Patrick Gruber     |
| 1998 Sigulda     | Christian Niccum Matt McClain     | Sebastian Schmidt André Forker         | Steffen Dundr Jan Eichhorn             |
| 1999 Innsbruck   | Steffen Dundr Jan Eichhorn        | Christian Pfalz Martin Biedermann      | Grant Albrecht Mike Moffat             |
| 2000 Altenberg   | Patrick Anderson Brian Wohlleb    | Grant Albrecht Mike Moffat             | Siergiej Dobrinin Siergiej Czudinow    |
| 2001 Lillehammer | Patrick Anderson Brian Wohlleb    | Grant Albrecht Mike Moffat             | Andreas Linger Wolfgang Linger         |
| 2002 Innsbruck   | Yukio Griffall Dan Joye           | Franz König Christian Kontny           | Marcel Lorenz Christian Baudo          |
| 2003 Königssee   | Yukio Griffall Dan Joye           | Samuel Edney Gwyn Lewis                | Iwan Niewmiericki Władimir Prokorow    |
| 2004 Calgary     | Peter Penz Georg Fischler         | Samuel Edney Gwyn Lewis                | Tobias Wendl Tobias Arlt               |
| 2005 Winterberg  | Tobias Wendl Tobias Arlt          | Ronny Pietrasik Christian Weise        | Sandro Stielicke Carl Pelzer           |
| 2006 Altenberg   | Tobias Wendl Tobias Arlt          | Ronny Pietrasik Christian Weise        | Chris Mazdzer Garon Thorne             |
| 2007 Cesana      | Toni Eggert Marcel Oster          | Tobias Wendl Tobias Arlt               | Chris Mazdzer Jayson Terdiman          |
| 2008 Lake Placid | Toni Eggert Marcel Oster          | Chris Mazdzer Jayson Terdiman          | Oskars Gudramovičs Pēteris Kalniņš     |
| 2009 Nagano      | Nico Walther Nico Grünneker       | Daniel Rothamel Chris Rohmeiss         | Tristan Walker Justin Snith            |
| 2010 Innsbruck   | Nico Walther Nico Grünneker       | Daniel Rothamel Chris Rohmeiss         | Ludwig Rieder Patrick Rastner          |
| 2011 Oberhof     | Ludwig Rieder Patrick Rastner     | Nico Grüssner Toni Förtsch             | Robin Geueke David Gamm                |
| 2012 Königssee   | Nico Grüssner Toni Förtsch        | Robin Geueke David Gamm                | Tim Brendel Florian Funk               |
| 2013 Park City   | Tim Brendel Florian Funk          | Julius Löffler Florian Küchler         | Tyler Andersen Anthony Espinoza        |
| 2014 Innsbruck   | Thomas Steu Lorenz Koller         | Florian Gruber Simon Kainzwaldner      | Florian Löffler Manuel Stiebing        |
| 2015 Lillehammer | Florian Löffler Manuel Stiebing   | Jewgienij Evdokimow Aleksej Groszew    | Stanisław Malczew Oleg Faschutdinow    |
| 2016 Winterberg  | David Trojer Phillip Knoll        | Florian Löffler Manuel Stiebing        | Nico Semmler Johannes Pfeiffer         |
| 2017 Sigulda     | Hannes Orlamunder Paul Gubitz     | Wiesowłod Kaszkin Konstantin Korszunow | Grigorij Wołoskow Michaił Dementiew    |
| 2018 Altenberg   | Ivan Nagler Fabian Malleier       | Hannes Orlamünder Paul Gubitz          | Wiesowłod Kaszkin Konstantin Korszunow |
| 2019 Innsbruck   | Hannes Orlamünder Paul Gubitz     | Dmitrij Buczniew Danił Kilsejew        | Andriej Szander Semen Mikow            |
| 2020 Oberhof     | Dmitrij Buczniew Danił Kilsejew   | Max Ewald Jakob Jannusch               | Michaił Karnauczow Jurij Czirwa        |

## Drużynowe
| Rok i miejsce    | Zwycięzca                                                                 | 2. miejsce                                                                       | 3. miejsce                                                                 |
| ---------------- | ------------------------------------------------------------------------- | -------------------------------------------------------------------------------- | -------------------------------------------------------------------------- |
| 1991 Königssee   | Niemcy                                                                    |                                                                                  | Austria                                                                    |
| 1992 Sapporo     | Niemcy                                                                    | Austria                                                                          | Stany Zjednoczone                                                          |
| 1993 Sigulda     | Niemcy                                                                    | Rosja                                                                            | Łotwa                                                                      |
| 1994 Innsbruck   | Austria                                                                   | Rosja                                                                            | Stany Zjednoczone                                                          |
| 1995 Lake Placid | Stany Zjednoczone                                                         | Niemcy                                                                           | Rosja                                                                      |
| 1996 Calgary     | Stany Zjednoczone                                                         | Niemcy                                                                           | Austria                                                                    |
| 1997 Oberhof     | Niemcy                                                                    | Włochy                                                                           | Rosja                                                                      |
| 1998 Sigulda     | Niemcy                                                                    | Łotwa                                                                            | Stany Zjednoczone                                                          |
| 1999 Innsbruck   | Austria                                                                   | Kanada                                                                           | Stany Zjednoczone                                                          |
| 2000 Altenberg   | Niemcy                                                                    | Niemcy                                                                           | Austria                                                                    |
| 2001 Lillehammer | Patrick Anderson Nicole Oliveira Patrick Anderson Brian Wohlleb           | Jonathan Myles Courtney Zablocki Yukio Griffall Dan Joye                         | Martin Abentung Nina Reithmayer Andreas Linger Wolfgang Linger             |
| 2002 Innsbruck   | David Möller Tatjana Hüfner Franz König Christian Kontny                  | Patrick Schürer Anja Eberhardt Marcel Lorenz Christian Baudo                     | Anton Hörhager Nina Reithmayer Peter Penz Georg Fischler                   |
| 2003 Königssee   | Stany Zjednoczone                                                         | Niemcy                                                                           | Austria                                                                    |
| 2004 Calgary     | Niemcy                                                                    | Austria                                                                          | Stany Zjednoczone                                                          |
| 2005 Winterberg  | Johannes Ludwig Natalie Geisenberger Tobias Wendl Tobias Arlt             | Mike Jepson Meaghan Simister Marshall Savill Aaron Christesen                    | Walerij Biespałow Wiktorija Kneib Dimitrij Chamkin Władimir Bojcow         |
| 2006 Altenberg   | Felix Loch Stefanie Sieger Tobias Wendl Tobias Arlt                       | Chris Mazdzer Megan Sweeney Chris Mazdzer Garon Thorne                           | Walerij Biespałow Ksienija Cypłakowa Władisław Jużakow Władimir Machnutin  |
| 2007 Cesana      | Felix Loch Natalie Geisenberger Toni Eggert Marcel Oster                  | Chris Mazdzer Megan Sweeney Chris Mazdzer Jayson Terdiman                        | Kristaps Mauriņš Agnese Koklača Oskars Gudramovičs Pēteris Kalniņš         |
| 2008 Lake Placid | Chris Mazdzer Kate Hansen Chris Mazdzer Jayson Terdiman                   | Robert Fischer Lisa Liebert Toni Eggert Marcel Oster                             | Manuel Pfister Birgit Platzer Reinhard Egger David Schweiger               |
| 2009 Nagano      | Julian von Schleinitz Madeleine Teuber Nico Walther Nico Grünneker        | Robert Huerbin Kate Hansen Trent Matheson Taylor Morris                          | Gieorgij Tałypow Tatjana Iwanowa Aleksandr Dienisjew Władisław Antonow     |
| 2010 Innsbruck   | Julian von Schleinitz Carina Schwab Nico Walther Nico Grünneker           | Dominik Fischnaller Sandra Gasparini Ludwig Rieder Patrick Rastner               | Robert Huerbin Kate Hansen Shane Hook Zac Clark                            |
| 2011 Oberhof     | Dajana Eitberger Julian von Schleinitz Nico Grüssner Toni Förtsch         | Maria Messner Dominik Fischnaller Ludwig Rieder Patrick Rastner                  | Kate Hansen Taylor Morris Jacob Hyrns Andrew Sherk                         |
| 2012 Königssee   | Aileen Frisch Georg Reumschüssel Nico Grüssner Toni Förtsch               | Jekatierina Baturina Władimir Pitilimow Andriej Bogdanow Andriej Miedwiediew     | Maria Messner Dominik Fischnaller Florian Gruber Simon Kainzwaldener       |
| 2013 Park City   | Sandra Robatscher Dominik Fischnaller Florian Gruber Simon Kainzwaldner   | Caroline von Schleinitz Florian Berkes Tim Brendel Florian Funk                  | Emily Sweeney Tucker West Tyler Andersen Anthony Espinoza                  |
| 2014 Innsbruck   | Nina Prock David Gleirscher Thomas Steu Lorenz Koller                     | Summer Britcher Tucker West Justin Krewson Tristan Jeskanen                      | Lilija Burmistrowa Aleksandr Stepiczew Jewgienij Evdokimow Aleksej Groszew |
| 2015 Lillehammer | Ulla Zirne Kristers Aparjods Kristens Putins Kārlis Krišs Matuzels        | Wiktorija Diemczenko Roman Riepiłow Jewgienij Evdokimow Aleksej Groszew          | Madeleine Egle Jonas Müller David Trojer Phillip Knoll                     |
| 2016 Winterberg  | Julia Taubitz Maximilian Jung Florian Löffler Manuel Stiebing             | Gracie Weinberg Jonathan Eric Gustafson Benjamin Farquharson Christian Colaiezzi | Sarah Tomaselli Nico Gleirscher David Trojer Phillip Knoll                 |
| 2017 Sigulda     | Tatiana Cwietowa Jewgienij Pietrow Wiesowłod Kaszkin Konstantin Korszunow | Jessica Tiebel Max Langenhan Hannes Orlamunder Paul Gubitz                       | Madeleine Egle Nico Gleirscher Florian Schmid Fabian Strickner             |
| 2018 Altenberg   | Jessica Tiebel Max Langenhan Hannes Orlamunder Paul Gubitz                | Tatiana Cwietowa Danił Lebediew Wiesowłod Kaszkin Konstantin Korszunow           | Verena Hofer Leon Felderer Ivan Nagler Fabian Malleier                     |
| 2019 Innsbruck   | Lisa Schulte Bastian Schulte Juri Gatt Riccardo Schöpf                    | Cheyenne Rosenthal Max Langenhan Hannes Orlamunder Paul Gubitz                   | Tatiana Cwietowa Aleksiej Dmitriew Dmitrij Buczniew Danił Kilsejew         |
| 2020 Oberhof     | Jessica Degenhardt Moritz Bollmann Max Ewald Jakob Jannusch               | Elīna Ieva Vītola Gints Bērziņš Eduards Ševics-Mikeļševics Lūkass Krasts         | Diana Loginowa Matwiej Perestoronin Dmitrij Buczniew Danił Kilsejew        |

## Klasyfikacja medalowa
Stan po MŚJ 2018
| Miejsce | Państwo                    |    |    |    | Razem |
| ------- | -------------------------- | -- | -- | -- | ----- |
| 1.      | Niemcy (od 1991)           | 60 | 49 | 37 | 146   |
| 2.      | Stany Zjednoczone          | 19 | 18 | 22 | 59    |
| 3.      | Austria                    | 14 | 13 | 21 | 48    |
| 4.      | Włochy                     | 10 | 11 | 12 | 33    |
| 5.      | Rosja (od 1993)            | 7  | 12 | 15 | 34    |
| 6.      | NRD (1982-1990)            | 5  | 8  | 3  | 16    |
| 7.      | ZSRR (1982-1992)           | 4  | 4  | 4  | 12    |
| 8.      | Łotwa (od 1990)            | 4  | 2  | 5  | 11    |
| 9.      | RFN (1982-1990)            | 3  | 1  | 1  | 5     |
| 10.     | Czechosłowacja (1982-1992) | 1  | 1  | 0  | 2     |
| 11.     | Kanada                     | 0  | 8  | 5  | 13    |
| =12.    | Polska                     | 0  | 0  | 1  | 1     |
| =12.    | Słowacja (od 1993)         | 0  | 0  | 1  | 1     |